# Hochalp
L'Hochalp è una montagna delle Prealpi di Appenzello e di San Gallo, alta 1 530 m s.l.m.

## Descrizione
La montagna si trova nel comune di Urnäsch. Presso la sommità si trova un rifugio di montagna.